# 杨维祯

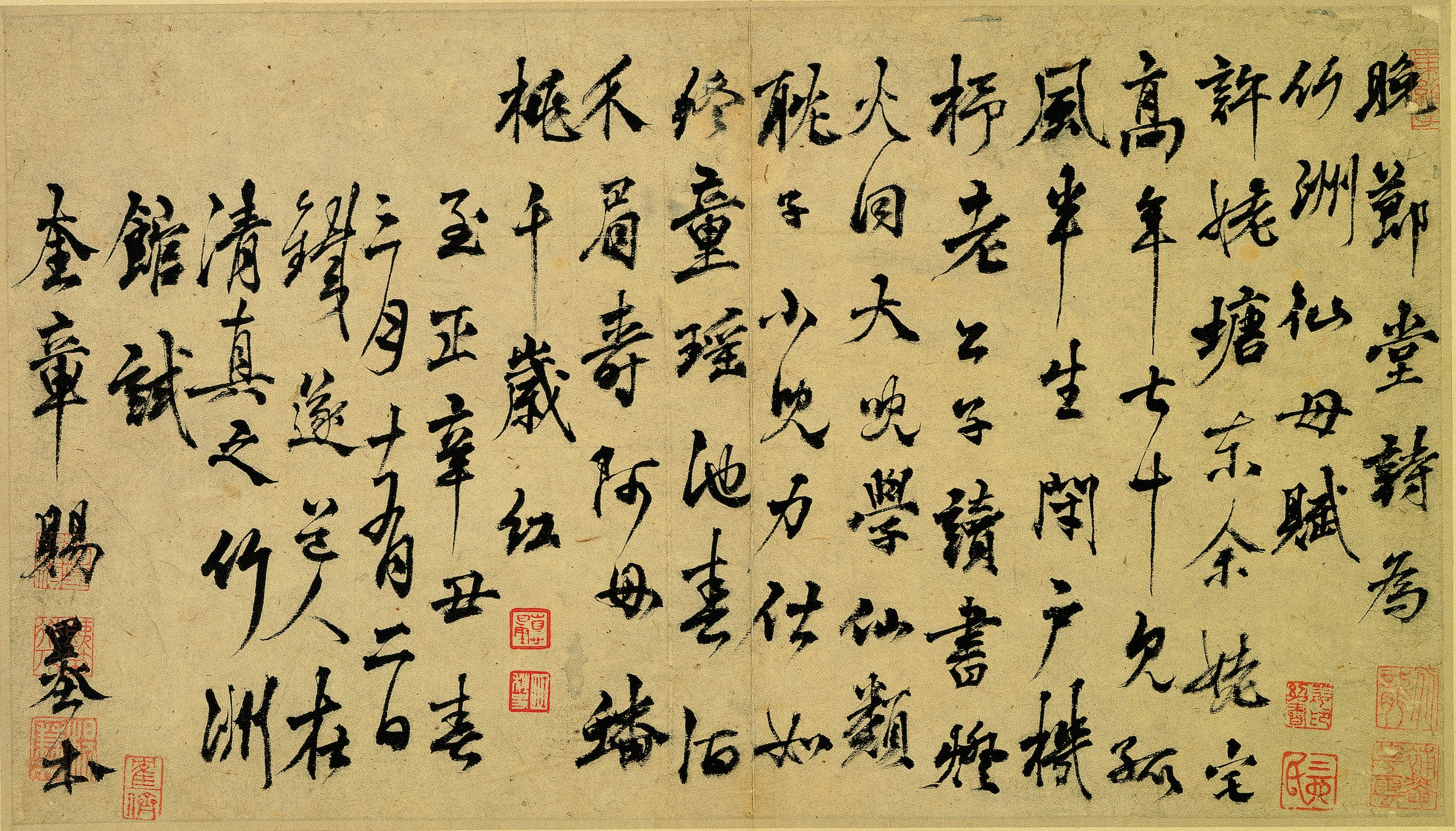
《書晚節堂詩》，楊維楨，國立故宮博物院藏

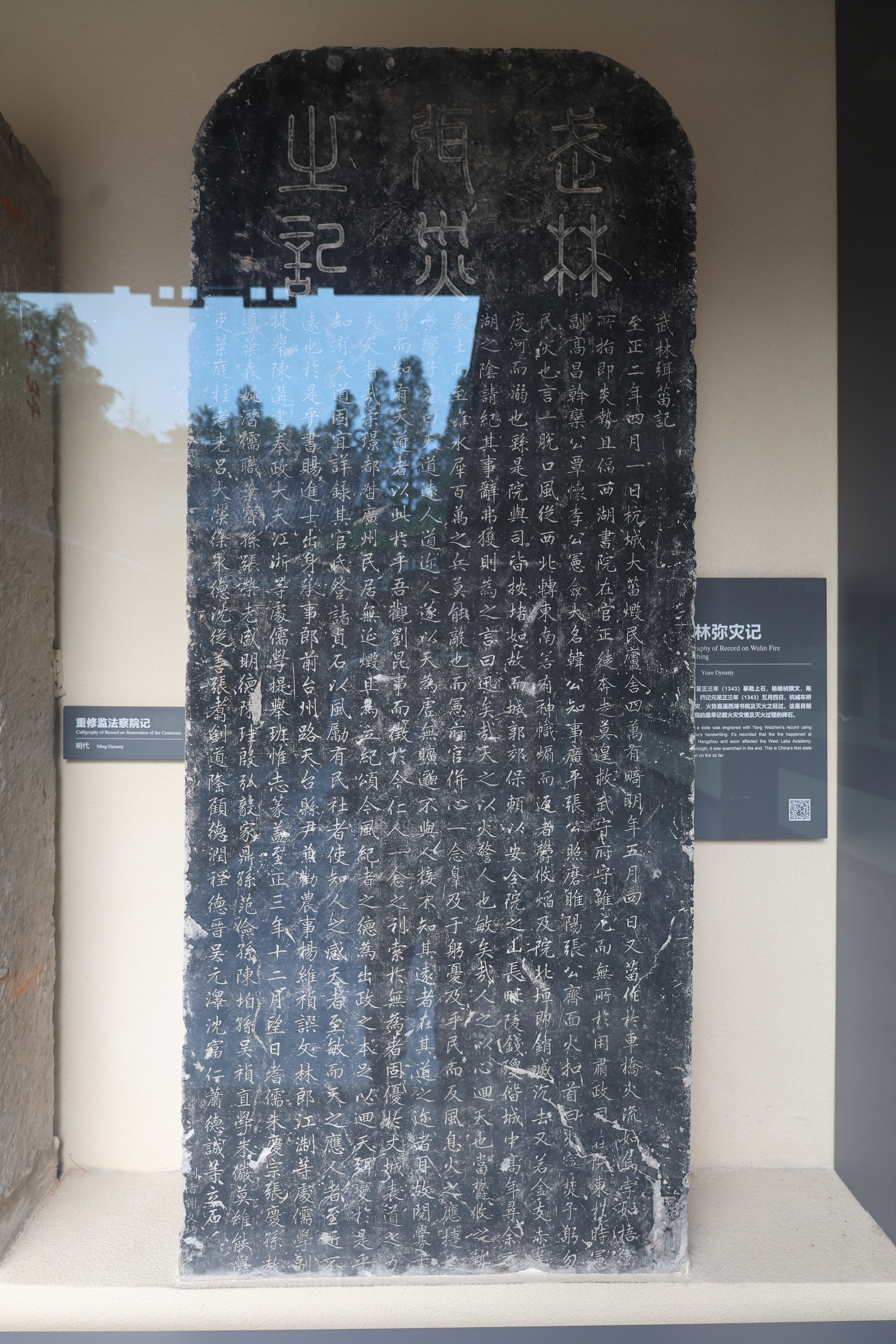
《武林彌災記》，至正三年(1343) 摹勒上石，杨维祯撰文，陈遘书丹。碑记元至正三年（1343）五月四日，杭城车桥发生火灾，火势直逼西湖书院及灭火之经过。这是目前国内发现的最早记载火灾灾情及灭火过程的碑石。

楊維楨（1296年—1370年6月19日），又作维祯，字廉夫，號鐵崖、東維子，又號鐵笛道人，會稽（今浙江紹興）人。元末明初文人，善作詩，通音律，為楊維翰之弟。

## 生平
成宗元贞二年（1296年）生，少時讀書於鐵崖山，其父楊宏在鐵崖山麓築樓，樓上藏書萬卷，周圍種數百株梅樹，將梯子撤去，令其專心攻讀，楊維楨苦读五年，每日用辘皿傳遞食物。泰定四年（1327年）中進士，授天台縣尹，杭州四務提舉。維楨為人倔強，詩文奇詭，喜做翻案文章，如《炮烙辞》一詩支持纣王。又以擬古樂府見稱於時，是當時詩壇領袖，因“詩名擅一時，號鐵崖體”，獨領風騷。元末天下大亂，维桢避寓富春江一带，張士誠屢召不仕，迁苏州、松江等地，隐居不出，和文人“笔墨纵横，铅粉狼藉”，沉溺声色。与陆居仁、钱惟善被称为“元末三高士”。此外也擅長音樂，有竹枝、柳枝、桃花、杏花四妾，“皆能聲樂”，當時有詩云：“竹枝柳枝桃杏花，吹彈歌舞撥琵琶。可憐一解楊夫子，變作江南散樂家”。他自己也會吹奏笛子，常與四人相和。此外，他還曾創作南曲《蘇台吊古》，與顧堅、顾阿瑛、倪元镇交好，常在顾阿瑛的玉山草堂集會。:35-36。
明洪武二年（1369年）明太祖召至京师，议订礼法。晚年有肺疾。後請歸鄉里，朱元璋命百官于京都西门外设宴欢送。洪武三年五月二十五日（1370年6月19日）逝世。宋濂为他写《元故奉训大夫江西等处儒学提举杨君墓志铭》。著有《东维子文集》、《铁崖先生古乐府》等。有學生盧熊、宋禧、王璲、張憲。

### 炮烙辭
炮烙復炮烙，是不還是不。終殺讒人虎，不殺羑中囚！